# Ricard Zamora Martínez
Ricard Zamora Martínez (Barcelona, 14 de febrer de 1901 - 8 de setembre de 1978) ha estat un dels grans futbolistes de la història del futbol català; és considerat un dels millors porters de la història del futbol mundial. Porter de grans reflexos, seguretat i personalitat, va rebre el sobrenom d'El diví. Fou l'inventor de la zamorana, que consistia a rebutjar la pilota amb l'avantbraç. Després de retirar-se com a futbolista, va fer d'entrenador de futbol.

## Biografia i carrera futbolística

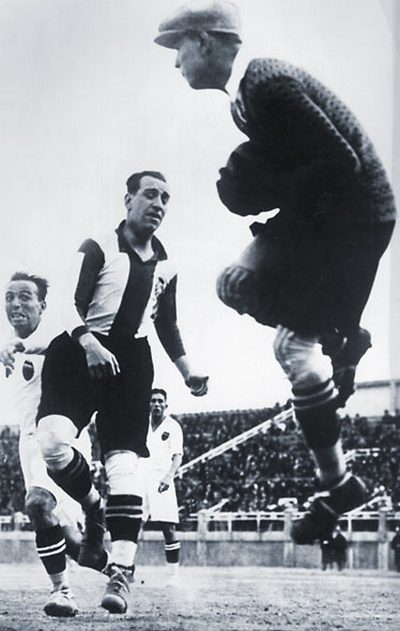
Ricard Zamora atrapa una pilota jugant amb l'Espanyol.

Fill de pares valencians, Ricard Zamora va néixer el 14 de febrer del 1901 a Barcelona. Començà a practicar el futbol a la segona dècada del segle xx a l'Universitari SC. El 1916, amb només 16 anys, fitxà per l'Espanyol, club on esdevingué un dels més grans mites de la seva història. El 1919, després de desavinences amb els directius del club, fitxà pel Futbol Club Barcelona, club amb el qual guanyà dues Copes d'Espanya i tres Campionats de Catalunya.
Tres anys més tard retornà a l'Espanyol després d'una espectacular oferta de 25.000 pessetes de fitxa i un sou mensual de 5.000 pessetes, rècord del moment. Com a blanc-i-blau guanyà una Copa d'Espanya i dos Campionats de Catalunya, competició en la qual foren mítics els enfrontaments amb l'altra gran estrella del futbol català del moment, Josep Samitier. El 1930 va ser traspassat per la xifra rècord de 100.000 pessetes al Reial Madrid, club amb el qual guanyà dues Lligues i dues Copes. Es retirà del futbol l'any 1936.

## Seleccions

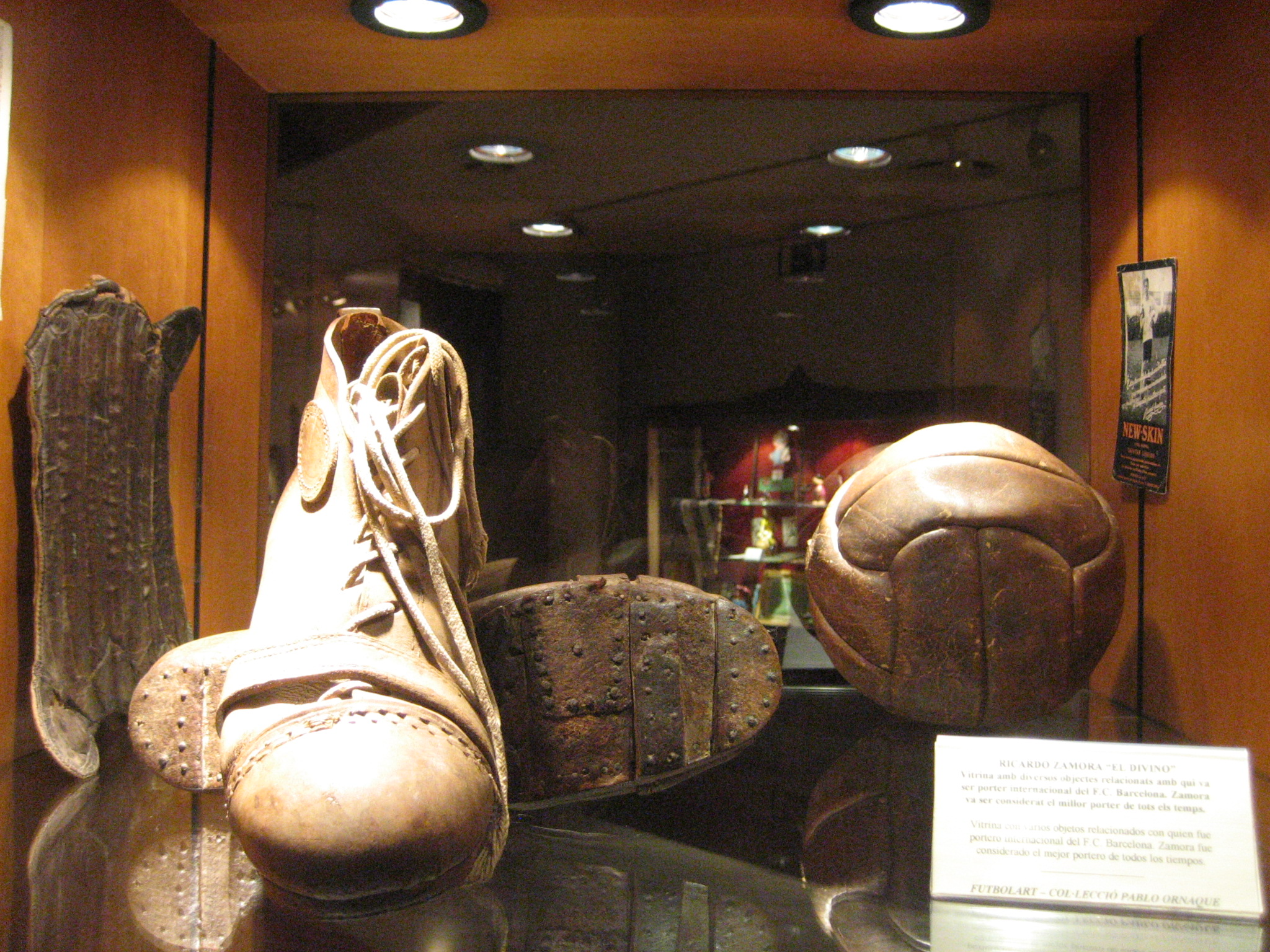
Sabatilles de Ricard Zamora.

En l'àmbit de seleccions, disputà nombrosos partits amb la selecció catalana de futbol, jugant dos d'aquests partits contra Espanya. Fou, a més, 46 cops internacional amb l'espanyola (fou rècord en el seu moment, mantenint-lo durant 38 anys), destacant la seva participació en els Jocs Olímpics de 1920 a Anvers on guanyà la medalla d'argent. També participà en els Jocs Olímpics de 1924 de París i a la Copa del Món d'Itàlia 1934. El darrer partit amb la selecció espanyola el disputà l'any 1934 a Montjuïc.

## Altres activitats
Després de deixar el futbol en actiu fou entrenador de diversos clubs (entre ells l'Espanyol) i secretari tècnic. També fou seleccionador espanyol l'any 1952. Fora del futbol, protagonitzà el 1942 la pel·lícula Campeones on feia un paper protagonista, participà com a actor de repartiment a Once pares de botas juntament amb Josep Samitier.
Va morir a Barcelona el 15 de setembre de l'any 1978 i obtingué la Medalla d'Or al Mèrit Esportiu a títol pòstum. Porta el seu nom el premi al porter menys golejat de la Lliga espanyola (ell ho fou tres cops: 1929-30, 1931-32 i 1932-33) i té el nom d'una plaça a la seva ciutat natal. El nom de Ricard Zamora ha quedat gravat amb lletres d'or a la història del futbol català.
El seu fill Ricardo Zamora De Grassa també fou porter de futbol.

## Palmarès
RCD Espanyol
- 1 Copa del Rei: 1929
- 2 Campionats de Catalunya: 1917-18 i 1928-29

FC Barcelona
- 2 Copes del Rei: 1920 i 1922
- 3 Campionats de Catalunya: 1919-20, 1920-21, 1921-22

Reial Madrid CF
- 2 Lligues espanyoles: 1931-32, 1932-33
- 2 Copes d'Espanya: 1933-34 i 1935-36
- 6 Campionats del Centre: 1931, 1932, 1933, 1934, 1935, 1936

Selecció espanyola
- 1 Medalla de Plata als Jocs Olímpics: Anvers 1920.